# Verzoendeksel

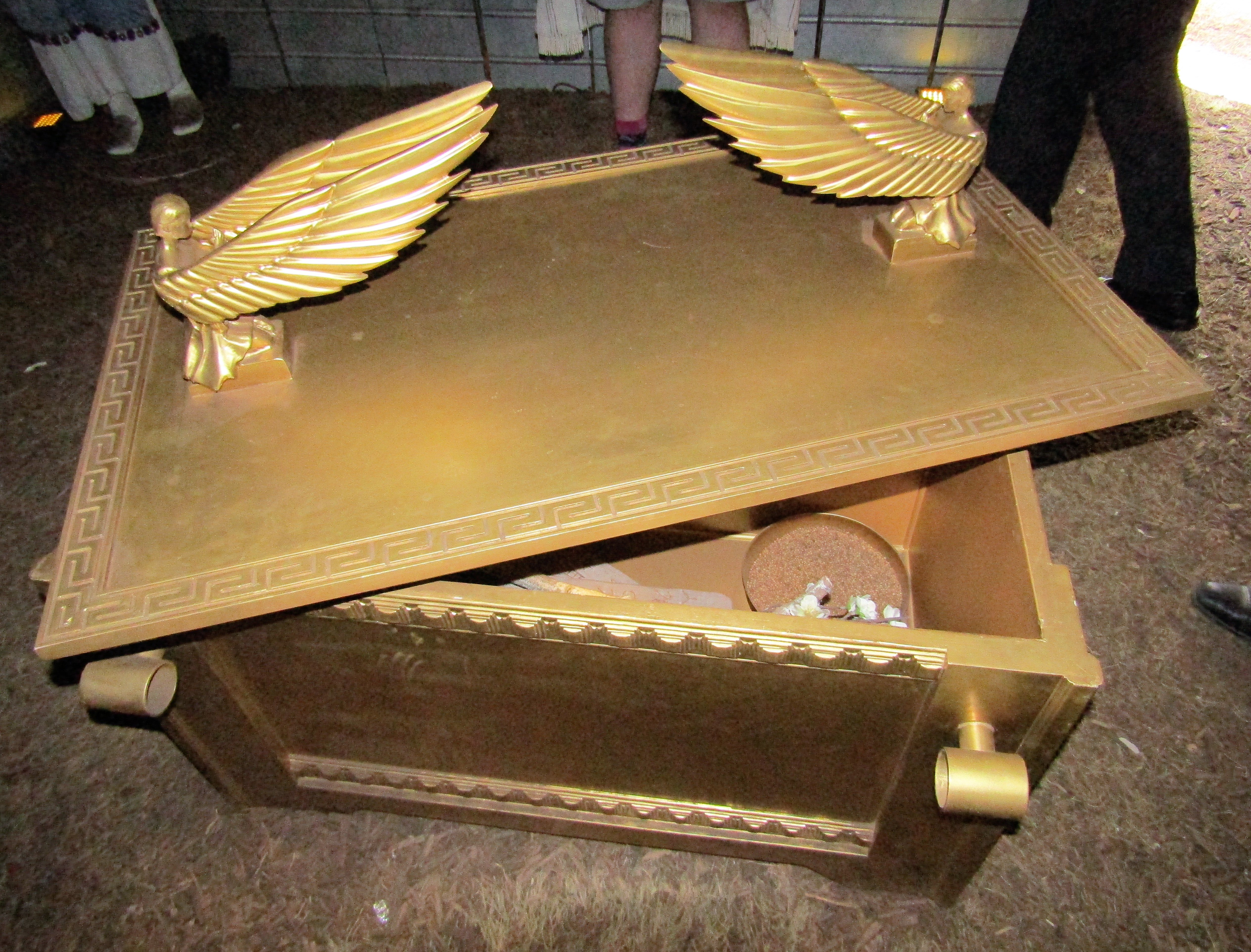
Replica van de ark van het verbond met het verzoendeksel

Het verzoendeksel (Hebreeuws: הַכַּפֹּֽרֶת, ha-kappōreṯ) was de platte bovenzijde van de ark van het verbond. Terwijl de ark van acaciahout en bladgoud was gemaakt, was het verzoendeksel van massief goud. Er stonden twee cherubs op die met het verzoendeksel uit een stuk goud gedreven waren (Exodus 25:19; 37:6). Er werd gezegd dat deze cherubs voor JHWH een troon vormden (1 Samuel 4:4).

## Betekenis
De Hebreeuwse term kappōreṯ was oorspronkelijk afgeleid van kpr Piel, "bedekken", maar werd in de priestercodex en daarna in toenemende mate gebruikt in de betekenis van "de zonde bedekken / verzoenen" en in relatie tot het deksel van de ark begrepen als de plaats waar JHWH en de Israëlieten zich verzoenden. Deze twee aspecten ("bedekken" in letterlijke zin en "bedekken van zonden") leidden tot een tweeledige vertaling van Exodus 25:17 in de Griekse Septuagint: hilastērion epithema.
De verbinding van de kappōreṯ met de verzoeningsdaad (kpr Piel) komt vooral naar voren in het ritueel op Jom Kipoer (de Grote Verzoendag) dat wordt beschreven in Leviticus 16. Waar de verzoenende aanwezigheid van JHWH en het verzoenende  bloed (stierenbloed) van het offerdier samenkwamen, werd de centrale plaats van verzoening en werd hilastērion bij uitstek synoniem met verzoening: "Aäron zal van het bloed van de stier nemen en dat met zijn vinger op het verzoendeksel sprenkelen; en vóór het verzoendeksel zal hij zevenmaal met zijn vinger van dat bloed sprenkelen" (Leviticus 16:14).

## Christendom
Vanuit de betekenis in de Hebreeuwse Bijbel werd het logisch dat in de vroegchristelijke traditie de verzoenende gebeurtenis op de kappōreṯ het equivalent was van de verzoening door de offerdood van Jezus. Deze traditie werd op eigen wijze de kern van het soteriologische argument van Paulus (Romeinen 3:25,26; bij Luther: Gnadenstuhl, "genadestoel") en werd doorgewerkt in Hebreeën 9.